# (22450) Nové Hrady
(22450) Nové Hrady – planetoida z pasa głównego asteroid okrążająca Słońce w ciągu 4 lat i 146 dni w średniej odległości 2,68 j.a. Została odkryta 3 listopada 1996 roku w Obserwatorium Kleť w pobliżu Czeskich Budziejowic przez Janę Tichą i Miloša Tichego. Nazwa planetoidy pochodzi od małego czeskiego miasta Nové Hrady. Przed jej nadaniem planetoida nosiła oznaczenie tymczasowe (22450) 1996 VN.